# شيلا تريسي
شيلا تريسي (بالإنجليزية: Sheila Tracy)‏ هي صحفية بريطانية، ولدت في 10 يناير 1934، وتوفيت في 30 سبتمبر 2014 في Esher ‏ في المملكة المتحدة بسبب مرض.

## وصلات خارجية
- شيلا تريسي على موقع IMDb (الإنجليزية)